# نیکلوسین
نیکلوسین (به انگلیسی: Nickelocene) با فرمول شیمیایی C۱۰H۱۰Ni یک ترکیب شیمیایی است. که جرم مولی آن 188.88 g/mol می‌باشد. شکل ظاهری این ترکیب، بلورهای سبز است.